# Плугарьов Михайло Михайлович
Миха́йло Миха́йлович Плугарьо́в — (нар. 16 вересня 1912 — 12 вересня 1965) — радянський військовик, Герой Радянського Союзу (1943). У роки Другої світової війни — командир стрілецького взводу. 

## Життєпис
Народився 16 вересня 1912 року в місті Балта (нині — Одеської області України). Росіянин (за деякими даними[джерело?] — молдаванин). Закінчив 8 класів школи. Працював у місті Котовськ (нині Подільськ) Одеської області.
З 1938 року — у Червоні Армії. З червня 1941 року — на фронтах Другої світової війни.
Відзначився в 1943 році в боях за Керченський півострів Криму. Командир взводу 6-го гвардійського стрілецького полку 2-ї гвардійської стрілецької дивізії 56-ї армії Північно-Кавказького фронту гвардії старший сержант М. Плугарьов уночі проти 3 листопада 1943 року першим разом із своїм взводом переправився через Керченську протоку і брав участь у боях з ворогом у селі Маяк (нині в межах міста Керч). Взвод відрізав шляхи до відступу гітлерівцям та полонив частину з них.
17 листопада 1943 року гвардії старшому сержанту Михайлу Плугарьову присвоєно звання Героя Радянського Союзу. Був також нагороджений орденами Леніна, Вітчизняної війни 2-го ступеня, Червоної Зірки, медалями.
В 1946 році в званні лейтенанта М. М. Плугарьов вийшов у запас. Жив і працював у Кишиневі. 
Помер 12 вересня 1965 року.